# Jean-Jacques Trentinian
Jean-Jacques Trentinian est un homme politique français, né le 5 mars 1748 à Montpellier (Hérault) et décédé le 27 janvier 1813 à Lorient (Morbihan).

## Biographie
Négociant et officier municipal de Lorient, maire de la ville et président du canton, il est député du Morbihan de 1808 à 1812.

## Sources
- « Jean-Jacques Trentinian », dans Adolphe Robert et Gaston Cougny, Dictionnaire des parlementaires français, Edgar Bourloton, 1889-1891 [détail de l’édition]